# Фристајл скрипт
Freestyle Script је фонт који је 1981. дизајнирао Мартин Вејт и који се веома користио у рекламама током 1980-их, као и за логое. 
Креатори фонта били су: Adobe, ITC и Letraset. Има 4 верзије: Regular, Bold, SH Reg Alt и SB Reg Alt.